# Jimbolia
Jimbolia (rumænsk udtale: [ʒimˈboli.a] ; ungarsk: Zsombolya; tysk: Hatzfeld; serbisk: Жомбољ  ; Banat bulgarsk: Džimbolj) er en by i distriktet Timiș i Rumænien.

## Geografi
Jimbolia ligger i den vestlige del af Timiș-distriktet, 39 km fra Timișoara, som den er forbundet med af amtsvejen 59A og Kikinda –Jimbolia–Timișoara jernbanen. Den ligger på sletten Banatet, hvor Timiș-sletten og Mureș-sletten mødes.  Byens ligger gennemsnitlig 82 moh. ved nogle veje, der forbinder Rumænien og Serbien, og den er også et jernbane- og vejgrænsestation ved grænsen mellem de to lande.
Jimbolias klima er kendetegnet ved gennemsnitstemperaturer på 10,7 °C og gennemsnitlig nedbør på 570 mm om året. Vegetationen består af steppeenge, der stort set er erstattet af landbrugsland. Jorden er meget frugtbar og tilhører kategorien Sortjordsortjord/chernozems.